# Joachim Mencelius
Joachim Mencelius, též Mencel (28. prosinec 1586 Fryštát (Slezsko) – 26. září 1638 Berlín) byl německý evangelický kazatel.
Vystudoval teologii ve Frankfurtu nad Odrou a práva v Herbornu. Na kněze byl vysvěcen 25. ledna 1612 v Lehnici. Od roku 1615 působil jako reformovaný dómský a dvorní kazatel v Berlíně. V roce 1626 se v Berlíně setkal s J. A. Komenským, jejž pojilo přátelství i s Joachimovým bratrem Abrahamem, farářem ve Šprotavě († 1637). Byl třikrát ženatý.
Syn Joachim (1616 Berlín – 1673 Kostřín) byl kazatelem ve Frankfurtu nad Odrou, po roce 1653 působil také jako asistent německého teologa Georga Conrada Bergia.

## Dílo
- Sui ipsius cognitio et dilectio methodice explicata, Frankfurt n. O., 1619
- De Deo et trimplicieius patefactione et de lumine naturae, gratiae et gloriae, Frankfurt n. O., 1624